# Serra del Castellet
La Serra del Castellet és una serra del terme municipal de Tremp, antigament termenal entre Gurp de la Conca i Espluga de Serra, tot i que en un punt el terme de Salàs de Pallars arriba des de llevant fins a la mateixa carena. Alhora, aquesta serra separa les conques de la Noguera Pallaresa i la Noguera Ribagorçana i, de fet, les comarques del Pallars Jussà i l'Alta Ribagorça, tot i que, pel fet que l'antic terme ribagorçà d'Espluga de Serra va ser agregat al de Tremp, administrativament queda inclosa dins del Pallars Jussà.
A l'extrem sud-oest, la Serra del Castellet enllaça per una carena més baixa a través de tot de colls amb la Serra de Gurp. En aquest extrem hi ha el Bosc de Castellet, sota uns cims de 1.513,9 i 1.505,4 m. alt. Troba un parell de cims més que per pocs metres no arriben als 1.500, i passa la Collada de Castellet, a 1.472,5. Sempre cap al nord-est, puja al Caramell, de 1.584,3 i a Roca Lleuda, de 1.567,9. Després gira cap al nord, passa per alguns cims de més de 1.600 m. alt. i s'enfila cap a la Pleta Verda i el Pic de Lleràs, on assoleix els 1.691,9 m. alt. El Pic de Lleràs n'és l'extrem nord-est i, alhora, el cim més alt.
Els contraforts sud-orientals de la Serra del Castellet marquen les valls del nord de la Conca de Tremp, des de la zona de Gurp (Serrat de la Mata, Serrat de Vilardell, Serra de Santa Engràcia, etcètera), entre les quals davallen els torrents d'aquella zona: barranc de Seròs, barranc de Fontfreda, etcètera.
Per la carena de la Serra del Castellet discorren, molt de tros, diverses pistes rurals, sense asfaltar, que enllacen el costat pallarès i el ribagorçà del terme de Tremp. No sempre estan en bon estat transitable, atès l'alçada i la presència de la neu bona part de l'hivern.